# Hala Chochołowska

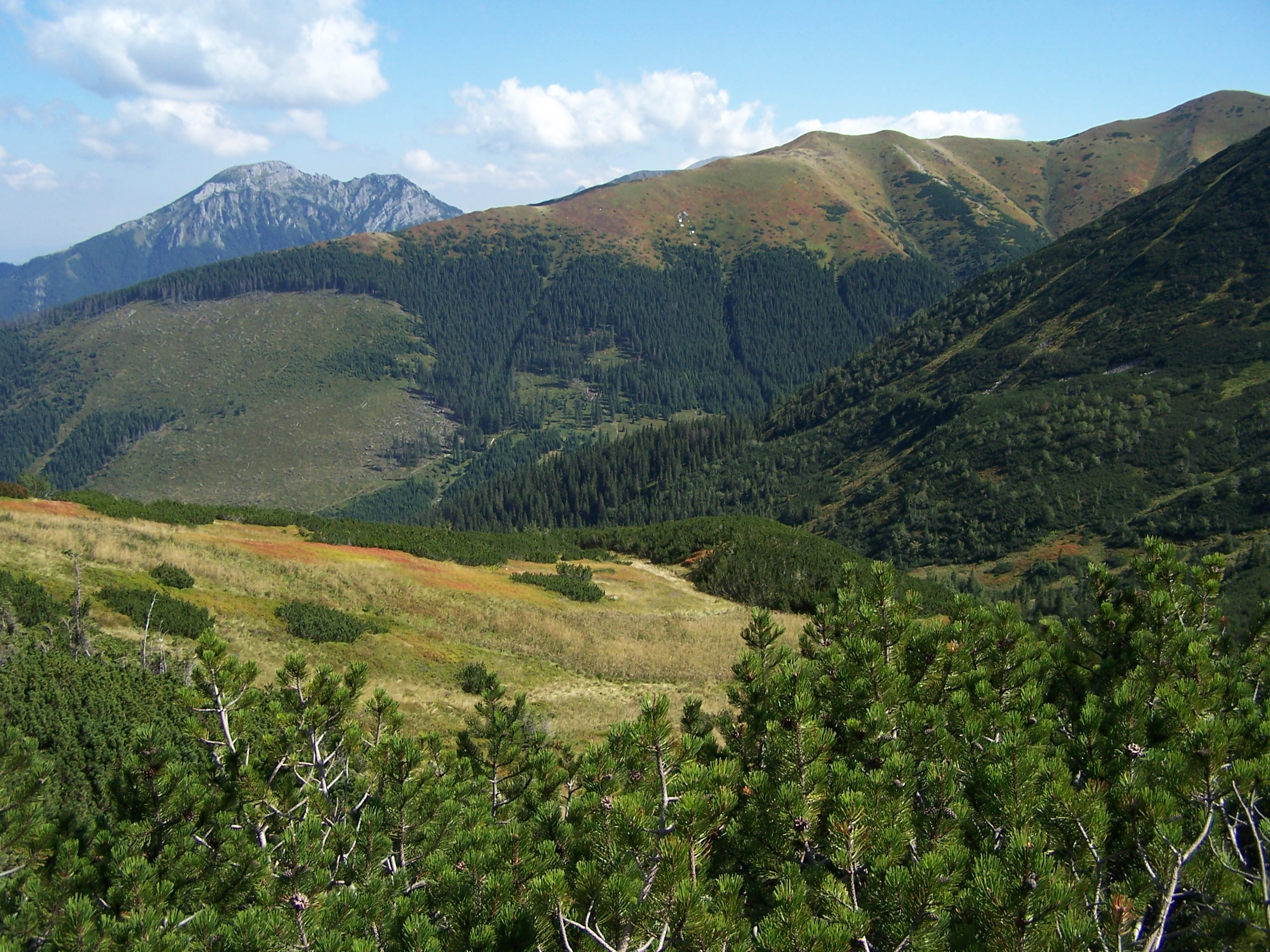
Zarastająca lasem Polana Chochołowska Wyżnia

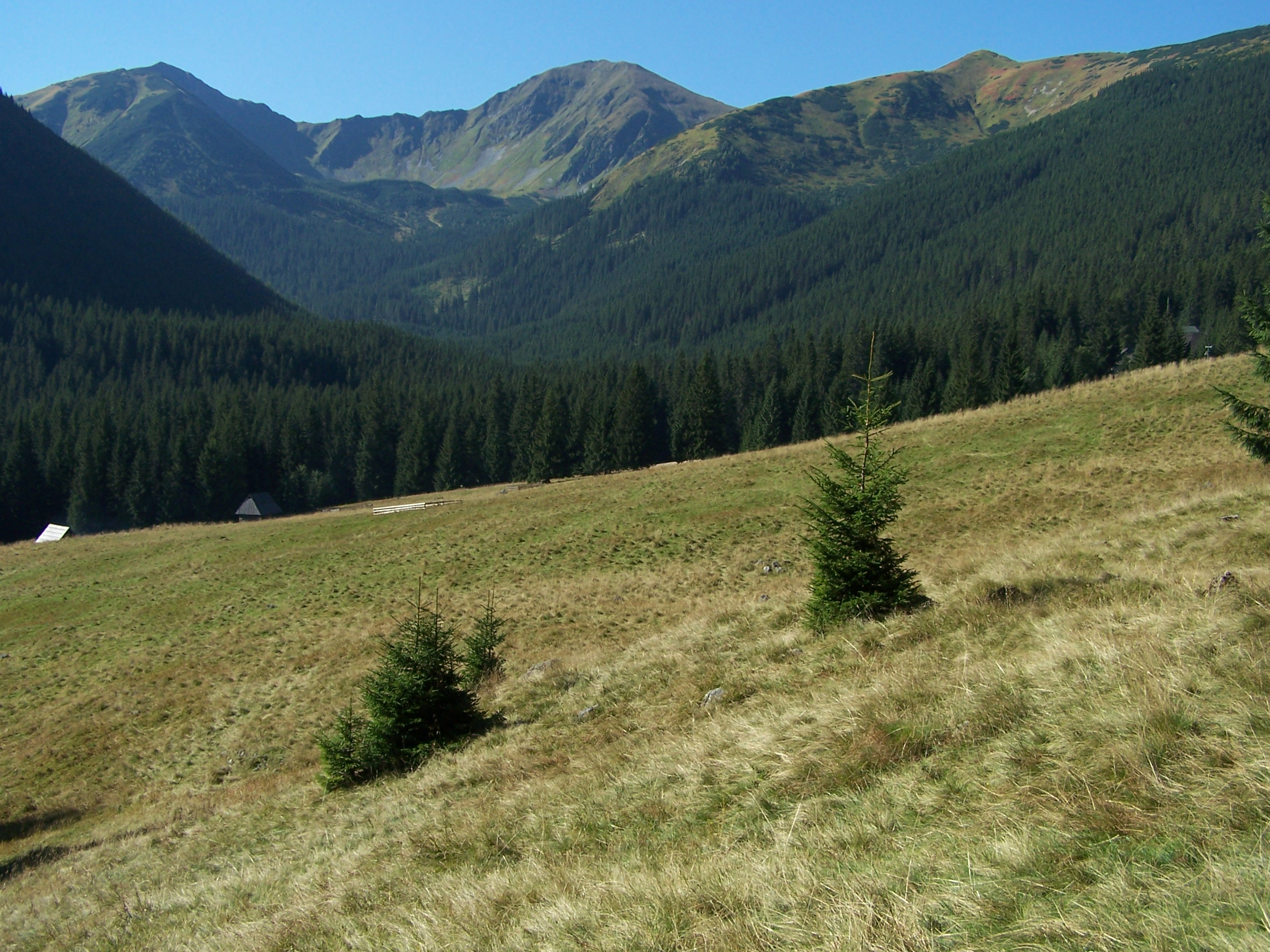
Polana Chochołowska Niżnia

Hala Chochołowska – dawna hala pasterska w Dolinie Chochołowskiej w Tatrach Zachodnich. Składała się z Hali Chochołowskiej Wyżniej i Niżniej. Należały do niej polany: Chochołowska (dawniej nazywana Chochołowską Niżnią), Chochołowska Wyżnia i polany pod Bobrowiecką Przełęczą. Sięgała pod Grzesia, Długi Upłaz, Rakoń, Wołowiec, Bobrowiec i Mnichy Chochołowskie. Łączna jej powierzchnia wynosiła aż 524 ha, w tym pastwiska stanowiły 10 ha, wysokogórskie halizny 170 ha, resztę zaś kosówka, las, i nieużytki (piargi, gołoborza, skały). Dodatkowa powierzchnia służebności (tzw. serwituty) wynosiła 186,75 ha. W 1960 r. wypasano na niej 649 owiec (tzw. owce przeliczeniowe, gdyż oprócz owiec wypasano też bydło i kozy). Po przejęciu jej przez TPN zabroniono wypasu na tych polanach. Wskutek tego polany pod Bobrowiecką Przełęczą i Polana Chochołowska Wyżnia niemal całkowicie zarosły lasem. Obecnie utrzymał się jeszcze tzw. kulturowy wypas na Chochołowskiej Polanie. Jest więc nadzieja, że przynajmniej ta polana (chociaż i ona też częściowo zarosła lasem) pozostanie polaną.
Prawo do wypasu na tej hali otrzymali górale wsi Chochołów w XVI wieku. W przeszłości hala miała duże znaczenie gospodarcze dla mieszkańców podtatrzańskich miejscowości. Obecnie obszary dawnej hali są własnością Wspólnoty Leśnej Uprawnionych Ośmiu Wsi z siedzibą w Witowie.

## Szlaki turystyczne
– zielony szlak, prowadzący przez całą długość Doliny Chochołowskiej z Siwej Polany przez polanę Huciska na Polanę Chochołowską, stąd dalej przez Polanę Chochołowską Wyżnią na grzbiet pomiędzy Rakoniem i Wołowcem.
- Czas przejścia z Siwej Polany do schroniska: 2:10 h, ↓ 1:45 h
- Czas przejścia ze schroniska na grzbiet między Rakoniem a Wołowcem: 2:15 h, ↓ 1:45 h

 – żółty szlak, prowadzący Bobrowieckim Żlebem na Grzesia. Czas przejścia: 1:30 h, ↓ 1 h
 – czarny szlak łącznikowy przez polanę do kapliczki i schroniska PTTK